# بکفلا
بکفلا (به عربی: بکفلا) یک روستا در سوریه است که در ناحیه مرکزی جسر الشغور واقع شده‌است. بکفلا ۲۸ نفر جمعیت دارد.